# Adam Pally
Adam Saul Pally (Nueva York, 18 de marzo de 1982) es un comediante y actor estadounidense, conocido por sus papeles como Max Blum en el seriado de comedia Happy Endings, y como el doctor Peter Prentice en la serie The Mindy Project.

## Filmografía

### Cine
| Año  | Título                                    | Papel           | Notas             |
| ---- | ----------------------------------------- | --------------- | ----------------- |
| 2008 | Assassination of a High School President  | Freddy Bismark  |                   |
| 2009 | Taking Woodstock                          | Artie Kornfeld  |                   |
| 2009 | Solitary Man                              | Irate Student   |                   |
| 2010 | Monogamy                                  | Allen           |                   |
| 2012 | 3, 2, 1... Frankie Go Boom                | Brian           |                   |
| 2012 | Primary Exit Polling                      | Voter           | Cortometraje      |
| 2013 | A.C.O.D.                                  | Mark            |                   |
| 2013 | Iron Man 3                                | Gary            |                   |
| 2013 | The To Do List                            | Chip            |                   |
| 2014 | Life After Beth                           | Diner Sommelier |                   |
| 2014 | Search Party                              | Evan Hecketz    |                   |
| 2015 | Night Owls                                | Kevin           |                   |
| 2015 | Slow Learners                             | Jeff Lowrey     |                   |
| 2015 | Bad Night                                 | Pintor          | Cameo             |
| 2016 | Dirty Grandpa                             | Nick            |                   |
| 2016 | Joshy                                     | Ari             | También productor |
| 2016 | Don't Think Twice                         | Robbie          |                   |
| 2016 | Middle School: The Worst Years of My Life | Teller          |                   |
| 2017 | The Little Hours                          | Paolo           |                   |
| 2017 | Band Aid                                  | Ben             |                   |
| 2017 | Shimmer Lake                              | Reed Ethington  |                   |
| 2018 | Most Likely to Murder                     | Billy Green     | También productor |
| 2018 | Dog Days                                  | Dax             |                   |
| 2020 | Omniboat: A Fast Boat Fantasia            | Uncle Matt      |                   |
| 2020 | Sonic the Hedgehog                        | Wade Whipple    |                   |
| 2020 | The Main Event                            | Steve Thompson  |                   |
| 2022 | Sonic the Hedgehog 2                      | Wade Whipple    |                   |
| 2023 | O Horizon                                 | Sam             |                   |
| 2024 | Sonic the Hedgehog 3                      | Wade Whipple    |                   |

### Televisión
| Año           | Título                                 | Papel                 | Notas            |
| ------------- | -------------------------------------- | --------------------- | ---------------- |
| 2007–11       | Californication                        |                       | 3 episodios      |
| 2008          | The Colbert Report                     | Maverick Bully        | 1 episodio       |
| 2011          | The Boys & Girls Guide to Getting Down | Bryce                 | Telefilme        |
| 2011          | Best Friends Forever                   | Joe                   | Piloto           |
| 2011, 2012    | NTSF:SD:SUV::                          | Various               | 2 episodios      |
| 2011–13       | Happy Endings                          | Max Blum              | 57 episodios     |
| 2013          | The Jeselnik Offensive                 | Panelista             | 1 episodio       |
| 2013          | The Arscheerio Paul Show               | Rosie O'Donnell       | 1 episodio       |
| 2013–15       | Kroll Show                             | Varios                | 3 episodios      |
| 2013–15       | Comedy Bang! Bang!                     | Varios                | 3 episodios      |
| 2013–17       | The Mindy Project                      | Dr. Peter Prentice    | 44 episodios     |
| 2014, 2015    | Randy Cunningham: 9th Grade Ninja      | Plop Plop (voz)       | 2 episodios      |
| 2015          | The Late Late Show                     | Él mismo              | 1 episodio       |
| 2015          | BoJack Horseman                        | Trip (voz)            | 1 episodio       |
| 2015          | Key & Peele                            | Adam                  | 1 episodio       |
| 2015–17       | Regular Show                           | Voz                   | 4 episodios      |
| 2016          | Lady Dynamite                          | Chad                  | 1 episodio       |
| 2016          | Another Period                         | Virgil                | 1 episodio       |
| 2016          | Not Safe with Nikki Glaser             | Él mismo              | 1 episodio       |
| 2016–20       | American Dad!                          | Varios                | 4 episodios      |
| 2017          | Animals.                               | Max (voz)             | 1 episodio       |
| 2017          | Making History                         | Dan Chambers          | 9 episodios      |
| 2017          | Do You Want to See a Dead Body?        | Él mismo              | 1 episodio       |
| 2017, 2018    | The President Show                     | Donald Trump Jr.      | 3 episodios      |
| 2018          | The Who Was? Show                      | Presentador           | 1 episodio       |
| 2018          | Champaign ILL                          | Ronnie                | Papel principal  |
| 2019          | The Mandalorian                        | Trooper               | 2 episodios      |
| 2019–present  | Archibald's Next Big Thing             | Sage (voz)            | Papel principal  |
| 2020          | Indebted                               | Dave Klein            | Papel principal  |
| 2020          | Creepshow                              | Robert Weston         | 1 episodio       |
| 2020–21       | Crossing Swords                        | Broth (voz)           | 19 episodios     |
| 2021          | DuckTales                              | Kit Cloudkicker (voz) | 1 episodio       |
| 2021, 2022    | Ziwe                                   | Él mismo              | 2 episodios      |
| 2022          | Star Trek: Lower Decks                 | Mesk (voz)            | 1 episodio       |
| 2022          | Impractical Jokers                     | Él mismo              | 1 episodio       |
| 2022          | Would I Lie to You?                    | Él mismo              | 1 episodio       |
| 2022–presente | 101 Places to Party Before You Die     | Él mismo              |                  |
| 2023          | FUBAR                                  | Dane                  | Papel recurrente |
| 2024          | Knuckles                               | Wade Whipple          | Papel principal  |

### Series web
| Año  | Título                                     | Papel       | Notas            |
| ---- | ------------------------------------------ | ----------- | ---------------- |
| 2011 | The Fuzz                                   | Chip Nelson |                  |
| 2012 | Happy Endings: Happy Rides                 | Max Blum    | También director |
| 2020 | Happy Endings: And the Pandemmy goes to... | Max Blum    | Especial         |